# Château de la Peillerie
Le Château de la Peillerie ou de la Paillerie était un château français, aujourd'hui lieu disparu, situé à Évron, dans le département de la Mayenne et la région des Pays de la Loire. Le lieu est situé à 2 000 mètres du bourg sur la route de Sainte Suzanne.

## Désignation
- Dominus de Pillaria, 1217 (Cartulaire de l'Abbaye d'Évron).
- La Peilleterie, 1700 (Archives nationales, G/7. 525).
- La Paillerie, château, chapelle (Hubert Jaillot).
- La Paylerie, ferme (Carte de Cassini).

## Historique
Il s'agissait d'un fief qualifié châtellenie quand il fut uni au marquisat de Montecler. Le seigneur de la Peillerie avait le premier rang dans l'église paroissiale d'Évron après l'abbé. Il pouvait mettre ses armes dans les vitres de la nef de l'église abbatiale ; de fait on y voyait l'écu d'or à la croix de sable des La Chapelle. Au XVIIe siècle, le seigneur de la Peillerie donna 120 ₶ pour aider à faire « l'étui de l'orgue ». 
Il n'est pas facile aujourd'hui de trouver l'emplacement d'un château qu'habita au XIIe siècle une des puissantes familles de la région. François-Augustin Gérault dit qu'il était « à une demi-lieue de la ville, du côté de Sainte-Suzanne, à une légère distance de la grand'route. » En réalité, l'Abbé Angot indique qu'il faut aller à la ferme des Buissons, route de Sainte-Suzanne, et au champ du Mazeril, car le nom de la Peillerie lui-même est oublié. A la fin du XIXe siècle, on y voyait encore quelques ruines et traces des fossés.
Vers la fin du XVIe siècle, le château fut reconstruit. On y voyait, en effet, « un logis neuf en forme de pavillon, et un autre logis ancien, grange, estables, pigeonnier, entourés de vieilles doulves et fossés faits pour forteresse et seureté du dit lieu. » Il y eut encore postérieurement de nouvelles constructions puisque la pierre encastrée maintenant au-dessus de la porte de la ferme, où sont sculptées les armoiries d'Antoine Gobelin qui mourut au château en 1677, en provient.

## Sources et bibliographie
- « Château de la Peillerie », dans Alphonse-Victor Angot et Ferdinand Gaugain, Dictionnaire historique, topographique et biographique de la Mayenne, Laval, A. Goupil, 1900-1910 [détail des éditions] (BNF 34106789, présentation en ligne)